# Bat Out of Hell III: The Monster Is Loose
Bat Out of Hell III: The Monster Is Loose är ett musikalbum av den amerikanska rocksångaren Meat Loaf, utgivet i oktober 2006. Albumet är tillägnat Jim Steinman, "for thirty years of friendship and inspiration".
Albumet skiljer sig från sina föregångare i Bat Out of Hell-serien, Bat Out of Hell från 1977 och Bat Out of Hell II: Back Into Hell från 1993, genom att låtskrivaren och producenten Jim Steinman har en betydligt mindre framträdande roll. De två tidigare albumen skapades i tätt samarbete mellan de två, den här gången har Steinman endast skrivit hälften av låtarna och inte haft något med produktionen att göra.
Samtliga sånger av Jim Steinman är dessutom återvunna från tidigare projekt. Två av dem är dock tidigare outgivna, "In the Land of the Pig, The Butcher Is King" och "Cry to Heaven". Dessa två ingår i en musikal om Batman som Steinman arbetar med. "It's All Coming Back to Me Now" och "The Future Ain't What It Used to Be" spelades ursprungligen in av Pandora's Box, den tidigare har även Celine Dion haft en hit med. "Bad for Good" kommer från Steinmans soloalbum med samma namn, och Meat Loaf har tidigare spelat låten live. "If It Aint' Broke Break It" kommer från MTV-filmen Wuthering Heights och "Seize the Night" från musikalen Dance of the Vampires.
Bland övriga låtskrivare är Desmond Child den mest framträdande och han har även producerat albumet.  Tre av låtarna är duetter, "It's All Coming Back to Me Now" med norskan Marion Raven, "What About Love?" med Patti Russo och "The Future Ain't What It Used To Be" med Jennifer Hudson. Gitarristerna Steve Vai och Brian May (från Queen) gör också gästspel på albumet, på låtarna "In the Land of the Pig, The Butcher Is King" respektive "Bad for Good".
Albumet nådde som bäst åttonde plats på Billboardlistan och tredje plats på den brittiska albumlistan. "It's All Coming Back to Me Now" släpptes som förstasingel och blev etta på singellistan i Norge och topp 10 i Storbritannien och Tyskland.

## Låtlista
1. "The Monster Is Loose" (Desmond Child, John 5, Nikki Sixx) - 7:11
2. "Blind as a Bat" (Desmond Child, James Michael) - 5:50
3. "It's All Coming Back to Me Now" (Jim Steinman) - 6:05
4. "Bad for Good" (Jim Steinman) - 7:32
5. "Cry for Me" (Diane Warren) - 4:38
6. "In the Land of the Pig, The Butcher Is King" (Jim Steinman) - 5:30
7. "Monstro" (Desmond Child, Holly Knight, Elena Casals) - 1:38
8. "Alive" (Desmond Child, James Michael, Holly Knight, Andrea Remanda) - 4:21
9. "If God Could Talk" (Desmond Child, Marti Frederiksen) - 3:45
10. "If It Aint' Broke Break It" (Jim Steinman) - 4:49
11. "What About Love" (Desmond Child, Marti Frederiksen, Russ Irwin, John Gregory) - 6:04
12. "Seize the Night" (Jim Steinman) - 9:46
13. "The Future Ain't What It Used to Be" (Jim Steinman) - 7:53
14. "Cry to Heaven (Epilogue)" (Jim Steinman) - 2:22